# 쓰타야 주자부로

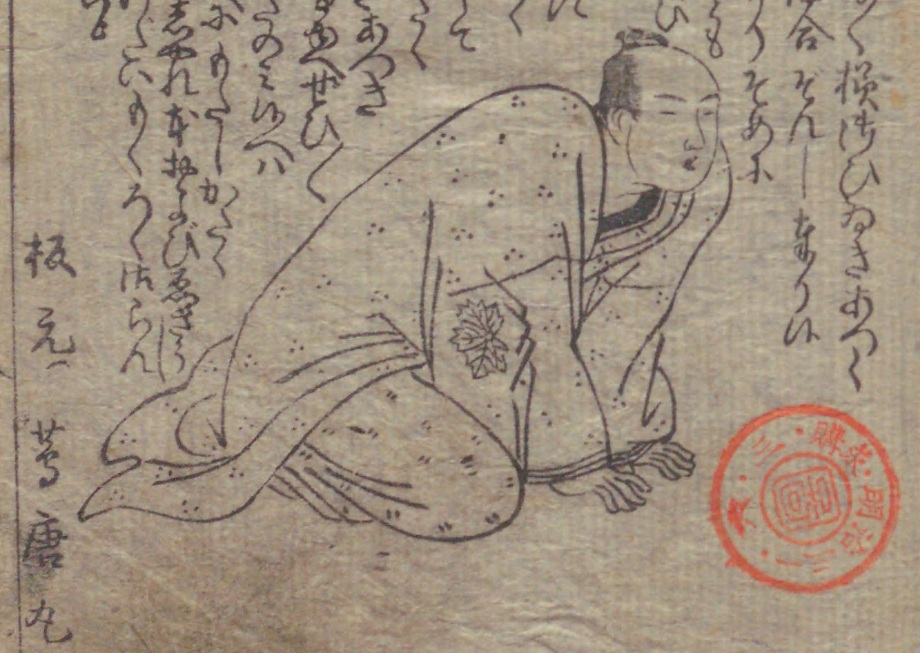
쓰타야 주자부로 (산토 교덴(山東京伝)의 그림)

쓰타야 주자부로(蔦屋重三郎)는 에도 시대 중기부터 후기까지 활동한 출판사 창립자이자 대표이다. 당시 가장 유명한 예술가들의 삽화 책과 우키요에 목판화를 제작하였다. 통칭 쓰타주(蔦重), 주자부로(蔦屋重三郎).

## 같이 보기
- 베라보 ~쓰타주 영화의 꿈 이야기~